# Digos (Filippine)
Digos è una città componente delle Filippine, capoluogo della Provincia di Davao del Sur, nella Regione del Davao.
Digos è formata da 26 baranggay:
- Aplaya
- Balabag
- Binaton
- Cogon
- Colorado
- Dawis
- Dulangan
- Goma
- Igpit
- Kapatagan (Rizal)
- Kiagot
- Lungag
- Mahayahay

- Matti
- Ruparan
- San Agustin
- San Jose (Balutakay)
- San Miguel (Odaca)
- San Roque
- Sinawilan
- Soong
- Tiguman
- Tres De Mayo
- Zone 1 (Pob.)
- Zone 2 (Pob.)
- Zone 3 (Pob.)